# Ludwig Hagemann (Theologe)
Ludwig Hagemann (* 28. Dezember 1947 in Niederlangen) ist ein deutscher Religionswissenschaftler und katholischer Theologe.

## Leben
Hagemann studierte Philosophie, Theologie und Religionswissenschaft mit dem Schwerpunkt Islamwissenschaft in Frankfurt am Main, Tübingen, Münster, Beirut, Kairo und Tunis. 1975 promovierte Hagemann zum Doktor der Theologie und habilitierte sich 1982. Als Professor war er von 1984 bis 1988 an der Universität Koblenz und von 1988 bis 1992 an der katholisch-theologischen Fakultät der Universität Würzburg tätig. Seit April 1992 ist er Ordinarius für Systematische Theologie und Religionsgeschichte an der Universität Mannheim.
Hagemann ist Mitglied des wissenschaftlichen Beirats der Cusanusgesellschaft und Priester der Diözese Osnabrück.

## Schriften (Auswahl)
als Autor
- Der Kur'an in Verständnis und Kritik bei Nikolaus von Kues. Ein Beitrag zur Erhellung islamisch-christlicher Geschichte (Frankfurter Theologische Studien, Bd. 21). Verlag Knecht, Frankfurt/M. 1976, ISBN 3-7820-0353-5 (zugl. Dissertation, Universität Münster 1975).
- Christentum. Für das Gespräch mit Muslimen (Islam und Christentum, Bd. 1). Verlag für chrsitich-islamisches Schrifttum, Altenberge 1984, ISBN 3-88733-012-9.
- Moralische Normen und ihre Grundlegung im Islam (Islam; Bd. 2). Verlag für christlich-islamisches Schrifttum, Altenberge 1982, ISBN 3-88733-017-X.

als Herausgeber
- Auf dem Weg zum Dialog. Festschrift für Muhammad Salim Abdullah zum 65. Geburtstag (Würzburger Forschungen zur Missions- und Religionswissenschaft/2; Bd. 37). Echter Verlag, Würzburg 1996.
- Yves Thoraval: Lexikon der islamischen Kultur („Dictionnaire de civilisation musulmane“). Wissenschaftliche Buchgesellschaft, Darmstadt 1999 (gemeinsam mit Oliver Lellek).
- Blick in die Zukunft. Festschrift für Smail Balic (Religionswissenschaftliche Studien; Bd. 45). Echter Verlag, Würzburg 1998, ISBN 3-429-02029-8.